# Pseudoxyrhopus
Genre
Pseudoxyrhopus est un genre de serpents de la famille des Lamprophiidae. Ce genre ne se retrouve que sur l'île de Madagascar et comprend 11 espèces. 

## Répartition
Les 11 espèces de ce genre sont endémiques de Madagascar.

## Liste d'espèces
Selon The Reptile Database (23 déc. 2011) :
- Pseudoxyrhopus ambreensis Mocquard, 1895
- Pseudoxyrhopus analabe Nussbaum, Andreone & Raxworthy, 1998
- Pseudoxyrhopus ankafinaensis Raxworthy & Nussbaum, 1994
- Pseudoxyrhopus heterurus (Jan, 1863)
- Pseudoxyrhopus imerinae (Günther, 1890)
- Pseudoxyrhopus kely Raxworthy & Nussbaum, 1994
- Pseudoxyrhopus microps Günther, 1881
- Pseudoxyrhopus oblectator Cadle, 1999
- Pseudoxyrhopus quinquelineatus (Günther, 1881)
- Pseudoxyrhopus sokosoko Raxworthy & Nussbaum, 1994
- Pseudoxyrhopus tritaeniatus Mocquard, 1894

## Publication originale
- Günther, 1881 : Seventh Contribution to the Knowledge of the Fauna of Madagascar. Annals and magazine of natural history, sér. 5, vol. 7, p. 357-360 (texte intégral).